# Gentianopsis paludosa
Gentianopsis paludosa là một loài thực vật có hoa trong họ Long đởm. Loài này được (Hook.f.) Ma mô tả khoa học đầu tiên năm 1951.